# Carlos Murias
Carlos Murias, né le 10 octobre 1945 à San Carlos Minas, et mort assassiné le 18 juillet 1976 à Chamical, était un prêtre catholique argentin, franciscain, qui fut séquestré, torturé et exécuté avec le prêtre français Gabriel Longueville sous la dictature militaire. Fidèle à l'orientation pastorale de son évêque, Mgr Enrique Angelelli, son ministère fut caractérisé par sa défense des pauvres et des opprimés du régime. Reconnu martyr le 8 juin 2018 par le pape François, il a été proclamé bienheureux le 27 avril 2019.

## Biographie

### Ministère sacerdotal
Carlos Murias est né le 10 octobre 1945 au sein d'une famille aisée. Sa mère est institutrice et son père est un grand propriétaire terrien et homme politique réputé dans la région. Il le destine à une carrière militaire, mais Carlos Murias rejoindra l'Ordre franciscain en 1965. Il est ordonné prêtre le 17 décembre 1972 à Buenos Aires par Mgr Enrique Angelelli, qu'il côtoie depuis une dizaine d'années. Il devient dès lors professeur au séminaire mineur des franciscains de Buenos Aires, avant d'être fixé dans une paroisse pauvre et périphérique de la capitale argentine. En 1975, Carlos Murias obtient l'autorisation de son supérieur d'être transféré dans le diocèse de La Rioja, afin de collaborer avec Mgr Enrique Angelelli, dont il estime l'orientation pastorale, caractérisée par l'option préférentielle pour les pauvres.
La situation dans la province de La Rioja est marquée par une forte pauvreté et une grande injustice sociale. Une minorité de familles propriétaires exploitent la majeure partie de la population. Mgr Angelelli destina Carlos Murias et le prêtre français Gabriel Longueville à la paroisse de Chamical, un territoire rural.

### Assassinat
Le 18 juillet 1976, Carlos Murias et Gabriel Longueville sont séquestrés par la Police fédérale dans un couvent où ils déjeunaient avec des religieuses. Ils furent ensuite amenés de force à la base aérienne de Chamical où ils furent interrogés et torturés. Deux jours après, leurs corps mutilés et criblés de balles furent retrouvés sur une route par une équipe d'ouvriers. Carlos Murias fut retrouvé avec les yeux crevés et les mains mutilées. Le 22 juillet 1976, Mgr Angelelli célébra leurs funérailles au cours desquelles il les qualifia de martyrs. Le 4 août suivant lui-même sera victime d'un accident de voiture, selon les militaires, qui semble avoir été un assassinat déguisé. Un oratoire a été construit sur le lieu où fut retrouvé les corps de Carlos Murias et de Gabriel Longueville, où un pèlerinage annuel s'y tient le 18 juillet.
Le 7 décembre 2012, le Tribunal fédéral de La Rioja reconnut coupables de l'homicide des deux prêtres le général Luciano Benjamín Menéndez, le chef de police Domingo Benito Vera et un autre complice, qui furent condamnés à la prison à vie.

## Béatification
Le 8 juin 2018, le pape François reconnaît la mort en martyre de Carlos Murias, et signe le décret permettant sa béatification. Il a été proclamé bienheureux le 27 avril 2019, au cours d'une cérémonie célébrée à La Rioja par le cardinal Giovanni Angelo Becciu.